# Родинский (Оренбургская область)
Родинский  — посёлок в Сорочинском городском округе Оренбургской области России.

## География
Находится в западной части региона, в пределах возвышенности Общий Сырт, в степной зоне, двумя кварталами, центральная часть — при впадении в реку Большой Уран её притока Горелка.

## История
В 1966 г. Указом Президиума ВС РСФСР посёлок центральной усадьбы совхоза «Родина» переименован в Родинский.
До 1 июня 2015 года посёлок возглавлял Родинский сельсовет Сорочинского района. После упразднения обоих муниципальных образований посёлок в составе Сорочинского городского округа.

## Население
| 2010 |
| ---- |
| 1190 |

### Национальный состав
Согласно результатам переписи 2002 года, в национальной структуре населения русские составляли 88 % из 1237 человек.

## Инфраструктура
Основа экономики — сельское хозяйство. Действует школа. В посёлке находится электрическая подстанция Родинская.

## Транспорт
Остановка общественного транспорта «Родинский».